# Stephen Brun
Stephen Brun (nacido el 4 de julio de 1980 en Caen) es un jugador de baloncesto francés que actualmente pertenece a la plantilla del Cholet Basket de la Pro A, la máxima división francesa. Con 2,02 metros de altura puede jugar tanto en la posición de Alero como en la de Ala-Pívot. Fue internacional absoluto con Francia.

## Trayectoria profesional

### Inicios
Formado en la cantera del Cholet Basket (entró en su centro de formación en 1998), debutó con el primer equipo de la Pro A en la temporada 1999-2000 (1 partido, metiendo 2 puntos en 4 min), jugando 3 partidos de liga con el primer equipo en la siguiente temporada, la 2000-2001 (disputó un total de 6 min, promediando 0,3 rebotes y 0,3 asistencias).
Con el equipo filial del Cholet Basket fue campeón del Trophée du Futur en 2000 y 2001, siendo seleccionado para el All-Star Game Spoir en 2001. Fue uno de los jugadores más importantes del filial, promediando 17,9 puntos y 8 rebotes por partido.

### Mulhouse Basket
Fue cedido al Mulhouse Basket de la Pro B (2.ª división francesa), para la temporada 2001-2002.
Disputó 24 partidos de liga con el conjunto de Mulhouse, promediando 3,1 puntos (32,1 % en triples y 70 % en tiros libres) y 1,2 rebotes en 9 min de media.

### Hermine de Nantes Atlantique
En el verano de 2002, fichó para media temporada por el Hermine de Nantes Atlantique de la Pro B, prolongándole el club el contrato hasta el final de la temporada 2002-2003.
Disputó 25 partidos de liga con el cuadro de Nantes, promediando 5,7 puntos (52 % en tiros de 2 y 71,4 % en tiros libres), 2,8 rebotes y 1,3 asistencias en 17,1 min de media.

### Lausanne Morges Basket
Firmó para la temporada 2003-2004 por el Lausanne Morges Basket suizo, pero abandonó el equipo en enero de 2004.
Fue uno de los mejores jugadores del equipo, ya que en los 14 partidos de liga que jugó, promedió 22,9 puntos y 8 rebotes.

### Étendard de Brest
En enero de 2004, fichó por lo que restaba de temporada más una más por el Étendard de Brest de la Pro B, volviendo de esta manera a Francia. Se proclamó campeón de la Pro B en 2005.
En su primera media temporada (2004), jugó 12 partidos de liga y 3 de play-offs, promediando en liga 11,8 puntos (50 % en tiros de 2, 36,1 % en triples y 64,3 % en tiros libres), 6,3 rebotes, 1,7 asistencias y 1,1 robos en 25,4 min, mientras que en play-offs promedió 12,7 puntos (53,3 % en tiros de 2 y 30,4 % en triples), 3,7 rebotes, 1,3 asistencias y 1 robo en 30 min.
En su segunda y última temporada (2004-2005), jugó 31 partidos de liga y 4 de play-offs, promediando en liga 16,9 puntos (43,9 % en triples y 85,9 % en tiros libres), 5,9 rebotes, 2 asistencias y 1,5 robos en 30 min, mientras que en play-offs promedió 19,3 puntos (33,3 % en triples y 85,7 % en tiros libres), 9,5 rebotes, 1,3 asistencias y 1,3 robos en 37,3 min. 
Fue el año de su explosión, consiguiendo el equipo empezar la temporada con 17 victorias consecutivas. A final de temporada fue nombrado jugador francés del año de la Pro B y elegido mejor 6º hombre francés del año de la Pro B y en el mejor quinteto de jugadores franceses de la Pro B por Eurobasket.com.
Fue la temporada más fructífera de su carrera, ya que consiguió sus récord personales de puntos (30), tiros de 2 anotados (8), tiros de 3 anotados (8), tiros libres anotados (7), rebotes defensivos (11), rebotes totales (13; 2 veces), robos (4) y mates (2; 2 veces).
Disputó un total de 43 partidos de liga y 7 de play-offs con el conjunto de Brest entre la temporada y media que estuvo, promediando en liga 14,3 puntos (40 % en triples y 75,1 % en tiros libres), 6,1 rebotes, 1,8 asistencias y 1,3 robos en 27,7 min de media, mientras que en play-offs promedió 16 puntos (31,8 % en triples y 67,8 % en tiros libres), 6,6 rebotes, 1,3 asistencias y 1,1 robos en 33,6 min de media.

### Adecco ASVEL Lyon-Villeurbanne
Tras su gran temporada en el Étendard de Brest, en el verano de 2005, el Adecco ASVEL Lyon-Villeurbanne le fichó por dos temporadas (solo cumplió el primer año), dando el salto de esta manera a la Pro A.
Disputó 32 partidos de liga, 2 de play-offs y 12 de Copa ULEB con el cuadro de Villeurbanne, promediando en liga 7,3 puntos (35,3 % en triples y 83,3 % en tiros libres) y 2,8 rebotes en 14 min de media, en play-offs ningún punto ni rebote en 3,5 min de media, y en la Copa ULEB 6,4 puntos (32,7 % en triples y 75 % en tiros libres) y 1,9 rebotes.

### BCM Gravelines
En el verano de 2006, firmó por dos años por el BCM Gravelines.
En su primera temporada (2006-2007), jugó 32 partidos de liga, 3 de play-offs y 6 de FIBA EuroCup, promediando en liga 8,7 puntos (32,9 % en triples), 4,1 rebotes y 1,2 asistencias en 23,7 min, en play-offs 5,3 puntos (100 % en tiros libres) y 2,3 rebotes en 15,7 min de media, y en la FIBA EuroCup 7,8 puntos (53,3 % en tiros de 2) y 2,7 rebotes en 19 min.
En su segunda y última temporada (2007-2008), jugó 29 partidos de liga y 2 de FIBA EuroCup, promediando en liga 10,6 puntos (34,9 % en triples y 69 % en tiros libres), 4,8 rebotes y 1,8 asistencias en 25,3 min, mientras que en la FIBA EuroCup promedió 10,5 puntos (66,7 % en tiros de 2), 2,5 rebotes, 2,5 asistencias y 1 robo en 27,5 min.
Disputó un total de 61 partidos de liga y 8 de FIBA EuroCup con el conjunto marítimo entre las dos temporadas, promediando en liga 9,6 puntos (33,9 % en triples), 4,4 rebotes y 1,5 asistencias en 24,5 min de media, mientras que en la FIBA EuroCup promedió 9,1 puntos (60 % en tiros de 2), 2,6 rebotes y 1,5 asistencias en 23,2 min de media.

### KK Split
Fichó por el KK Split croata para la temporada 2008-2009, pero debido a los problemas financieros del club no acabó la temporada allí.
Disputó un total de 13 partidos de Liga Adriática con el cuadro de Split en el tiempo que estuvo, promediando 6,9 puntos (70,6 % en tiros libres) y 3,4 rebotes en 21,2 min de media.

### SLUC Nancy
Regresó a Francia en febrero de 2009, ya que el SLUC Nancy le firmó hasta final de temporada para sustituir al lesionado Lamayn Wilson. A final de temporada, renovó su contrato por dos años más. Se proclamó campeón de la Liga Nacional de Baloncesto de Francia en 2011.
En su primera media temporada (2009), jugó 14 partidos de liga y 6 de play-offs, promediando en liga 5,3 puntos (54,5 % en tiros de 2, 42,6 % en triples y 66,7 % en tiros libres), 3,2 rebotes y 1,4 asistencias en 16,8 min, mientras que en play-offs promedió 3,3 puntos (57,1 % en tiros de 2) y 2,1 rebotes en 12,5 min.
En su segunda temporada (2009-2010), jugó 29 partidos de liga, 2 de play-offs y 6 de Eurocup, promediando en liga 7,8 puntos (36,4 % en triples y 83,3 % en tiros libres), 3,9 rebotes y 1,5 asistencias en 24,4 min, en play-offs 13 puntos (33,3 % en triples y 100 % en tiros libres), 6,5 rebotes y 1 asistencia en 30 min, y en la Eurocup 8 puntos (66,7 % en tiros de 2 y 75 % en tiros libres), 1,3 rebotes, 1 asistencia y 1,1 robos.
En su tercera y última temporada (2010-2011), jugó 28 partidos de liga, 7 de play-offs y 8 de EuroChallenge, promediando en liga 6,1 puntos (77,4 % en tiros libres), 3,7 rebotes y 1,2 asistencias en 19,1 min, en play-offs 8,9 puntos (31,3 % en triples y 100 % en tiros libres), 5,6 rebotes y 2,7 asistencias en 23,4 min, y en la EuroChallenge 8,1 puntos (51,4 % en tiros de 2), 4,3 rebotes y 1,9 asistencias en 28,5 min de media.
Disputó un total de 71 partidos de liga y 15 de play-offs con el cuadro de Nancy entre las dos temporadas y media que estuvo, promediando en liga 6,4 puntos (35,7 % en triples y 75,8 % en tiros libres), 3,6 rebotes y 1,3 asistencias en 20,1 min de media, mientras que en play-offs promedió 8,4 puntos (30,4 % en triples y 66,6 % en tiros libres), 4,7 rebotes y 1,4 asistencias en 21,9 min de media.

### JSF Nanterre
En septiembre de 2011, fichó por el JSF Nanterre para la temporada 2011-2012, renovando el contrato para la temporada 2012-2013 a final de temporada. Se proclamó campeón de la Liga Nacional de Baloncesto de Francia por 2.ª vez y fue subcampeón de la Copa de baloncesto de Francia (fue derrotado por el Paris-Levallois Basket por 77-74) en 2013.
En su primera temporada (2011-2012), jugó 27 partidos de liga con un promedio de 7,6 puntos (75,9 % en tiros libres), 3,7 rebotes y 1,3 asistencias en 19,7 min.
En su segunda y última temporada (2012-2013), jugó 29 partidos de liga y 8 de play-offs, promediando en liga 7,9 puntos (42,2 % en triples y 91,7 % en tiros libres), 3,9 rebotes y 1,7 asistencias en 19,7 min, mientras que en play-offs promedió 8,9 puntos (43,2 % en triples y 100 % en tiros libres), 4,1 rebotes y 1,8 asistencias en 26,9 min de media.
Disputó un total de 56 partidos de liga con el conjunto de Nanterre entre las dos temporadas, promediando 7,7 puntos (35,5 % en triples y 83,8 % en tiros libres), 3,8 rebotes y 1,5 asistencias en 19,7 min de media.

### S.O.M. Boulogne
En enero de 2014, firmó hasta el final de la temporada 2013-2014 por el S.O.M. Boulogne de la Pro B, reencontrándose así con su gran amigo que conoció en su etapa en el Mulhouse Basket, Germain Castano. 
Renovó su contrato para la temporada 2014-2015. Se proclamó por 2.ª vez campeón de la Pro B en 2014, ascendiendo de esta manera a la Pro A. El 12 de febrero de 2015, fue suspendido sin jugar 10 partidos por participar en apuestas deportivas de competiciones organizadas por la liga.
En su primera media temporada (2014) en la Pro B, jugó 22 partidos de liga con un promedio de 9,6 puntos (30,1 % en triples y 80 % en tiros libres), 4,6 rebotes y 1,3 asistencias en 22,5 min de media.
En su segunda y última temporada (2014-2015), ya en la Pro A, jugó 33 partidos de liga con un promedio de 11,5 puntos (36,9 % en triples y 70,5 % en tiros libres), 7,4 rebotes y 3 asistencias en 30,8 min de media. El equipo en la 16.ª posición de la tabla y descendió a la Pro B. A final de temporada fue seleccionado en el mejor quinteto de jugadores franceses de la Pro A por Eurobasket.com.

### Regreso al Cholet Basket
El 15 de junio de 2015, el Cholet Basket, anunció su fichaje para la temporada 2015-2016, volviendo al club en el que se formó 14 años después.
Disputó 26 partidos de liga con el cuadro de Cholet, promediando 7,2 puntos (51,4 % en tiros de 2, 31,6 % en triples y 85,2 % en tiros libres), 2,7 rebotes y 1,2 asistencias en 20,8 min de media.

## Selección francesa
Internacional con las categorías inferiores de la selección de baloncesto de Francia, disputó el Europeo Sub-20 de 2000 celebrado en Ohrid, Macedonia, donde Francia acabó en 8.º lugar. Jugó 5 partidos con un promedio de 3,2 puntos (100 % en tiros de 2, 50 % en triples y 66,7 % en tiros libres) en 8,4 min de media.
En el verano de 2006, fue llamado por primera vez por la absoluta de Francia. Participó en el stage de preparación en Divonne-les-Bains y en el torneo de Estrasburgo, que se celebró entre el 10 de julio de 2006 y el 23 de julio de 2006. El 22 de julio de 2006, tras el partido contra la selección de baloncesto de Lituania, el seleccionador dio la lista definitiva para el Campeonato Mundial de Baloncesto de 2006 celebrado en Japón, en la que no estaba Brun.
En el verano de 2008, fue llamado por el seleccionador Michel Gómez para disputar la fase de clasificación para el EuroBasket 2009 celebrado en Polonia. En esta fase Francia quedó 2.ª de su grupo y no se clasificó, cosa que sí hizo en la repesca.
Brun jugó 6 partidos con un promedio de 6,8 puntos (50 % en tiros de 2 y 38,1 % en triples), 3,7 rebotes y 1,5 asistencias en 19,8 min de media.